# جم افه
جم افه (انگلیسی: Cem Efe؛ زادهٔ ۹ ژوئن ۱۹۷۸) بازیکن فوتبال اهل ترکیه است.
از باشگاه‌هایی که در آن بازی کرده‌است می‌توان به باشگاه فوتبال آنکاراگوچو و باشگاه فوتبال اسنابروک اشاره کرد.